# Тузла (Румыния)
Тузла (рум. Tuzla) — коммуна в восточной Румынии, жудец Констанца в составе области Северная Добруджа.
Расположена на расстоянии 208 км к востоку от Бухареста и 18 км к югу от Констанцы в, примерно, 2 км от берега Чёрного моря.
Население по состоянию на 2011 год — 6711 жителей. Площадь — 54,09 км². Высота — 8 м. Плотность — 120 чел/ км². По переписи 2011 года в Тузле было 5 985 румын (92,49 %), 4 венгра (0,06 %), 175 турка (2,70 %), 296 татар (4,57 %), 3 аромуна (0,05 %), 8 других (0,12 %).
В переводе с турецкого означает «солончак».